# Max Lichtenstein (Politiker, 1860)
Max Lichtenstein (geboren 15. Februar 1860 in Ortelsburg, Deutsches Reich; gestorben 1. Oktober 1942 im Ghetto Theresienstadt) war ein deutscher Jurist und Kommunalpolitiker in Königsberg.

## Leben
Max Lichtenstein studierte Rechtswissenschaften in Berlin und Leipzig und wurde 1885 promoviert. Im selben Jahr ließ er sich als Rechtsanwalt in Königsberg in Preußen nieder. Er betätigte sich als junger Anwalt im Handwerkerverein und wurde dessen Vorsitzender. Er war mit Robert Gyßling und Ludwig Goldstein Gründer des Königsberger Goethe-Bundes und zeitweise Vorsitzender der Königsberger Kant-Gesellschaft. Lichtenstein war aktiv in der Jüdischen Gemeinde Königsbergs, war Mitglied in der Loge B’nai B’rith, Mitglied der Vereinigung für das liberale Judentum (VfLJ) und Förderer der Keren Hayesod.
Er wurde 1894 zum Stadtverordneten gewählt und wurde später Stadtverordnetenvorsteher. Als der Mandatsinhaber starb, wurde Lichtenstein als Kandidat der Freisinnigen Volkspartei im Dezember 1912 in den Provinziallandtag der Provinz Ostpreußen gewählt. Im Landtag nahm er sich in einer Rede der wirtschaftlichen Lage der Fischer im Samland an. Da in seiner Partei Stimmen laut wurden, ob es klug sei, einen Juden als Abgeordneten zu haben, trat Lichtenstein bereits im März 1913 von seinem Mandat zurück.
Lichtenstein war über seine Schwester Thea (1869–1937) mit dem sozialdemokratischen Politiker Hugo Haase verschwägert. Er war verheiratet mit Johanna Samuel (1861–1935), sie hatten vier Kinder. Käthe Lichtenstein (1890–1942) wurde Musik- und Sprachlehrerin, Eva Freyer (1895–1987) arbeitete als Malerin, Erwin Lichtenstein (1901–1993) wurde Jurist und Heinz Lichtenstein (1904–1990) wurde Psychoanalytiker. Nach dem Tod seiner Frau wurde er von seiner Tochter Käthe versorgt, die 1942 in einem Konzentrationslager ermordet wurde. Im August 1942 wurde er in das Ghetto Theresienstadt deportiert und starb fünf Wochen später an den Haftbedingungen.